# 아키하타촌
아키하타촌(일본어: 秋畑村)은 일본 군마현 간라군에 설치되었던 촌이다.